# 史密斯广场

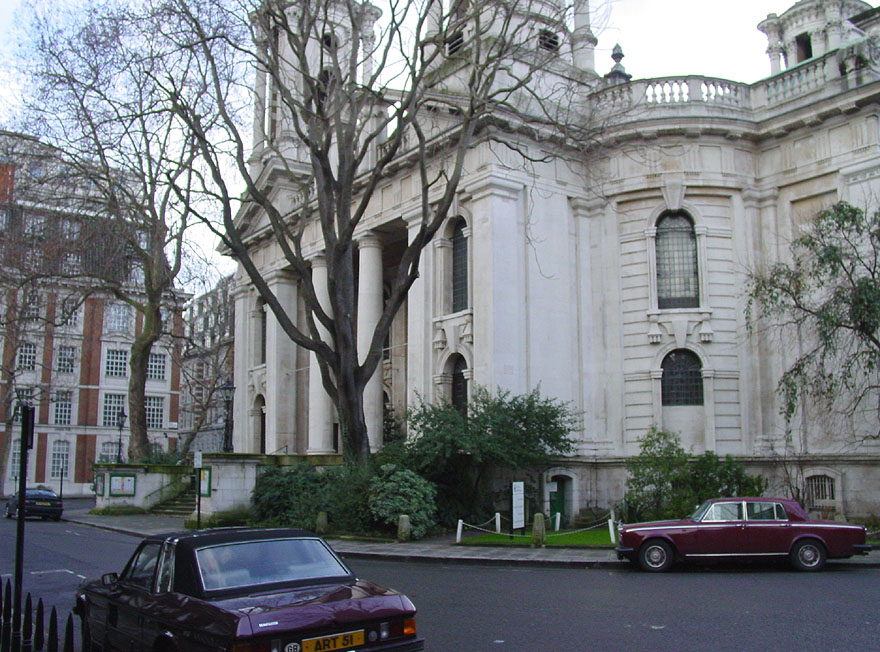
史密斯广场圣约翰堂

史密斯广场（ Smith Square ）位于伦敦市西敏城下属的西敏区。

## 宗教
著名的史密斯广场圣约翰堂（St John’s, Smith Square）就矗立在史密斯广场中心。如今，圣约翰堂已经改作音乐厅。

## 政治
在英国政治史上，史密斯广场有着相当的知名度。

### 欧洲大楼
1958年到2003年间，这里有保守党总部大楼。这座大楼现在易名欧洲大楼（Europe House），用作欧洲议会和欧盟委员会的伦敦办事处。

### 运输大楼
1928年到1980年间，广场上的运输大楼（Transport House）一直是工党总部。到1990年代，运输与普通工人工会（Transport and General Worker’s Union）的办公室还设在此处。如今，运输大楼是地方政府协会（Local Government Association）的总部。

### 诺贝尔大楼
史密斯广场17号是诺贝尔大楼（Nobel House）。大楼于1928年建成，为帝国化学工业公司所有。1987年，公司向政府出租大楼。目前，诺贝尔大楼是英国环境、食品和农业事务部（Environment, Food and Rural Affairs）所在。

## 人物
威廉·托马斯·斯特德（William Thomas Stead）是一名专职报道政治选举的记者，他从1904年起入住史密斯广场5号，直到1912年在泰坦尼克号沉船事故中罹难。
拉博·巴特勒出任过保守党政府内阁副首相一职，是入住史密斯广场的另一位知名房客。
广场的土地为史密斯家族所有，于十八世纪初投入开发和建设。1726年前后，在詹姆斯·史密斯（James Smith）爵士的主持下，广场的一期建设正式开工。这次建设的部分成果，就是今天史密斯广场上的1号到9号。广场1号的主人约翰·史密斯爵士曾经在1965年到1970年之间，代表保守党出任伦敦和西敏选区的国会议员。